# Agonismus argentiferens
Agonismus argentiferens är en fjärilsart som beskrevs av Walsingham 1907. Agonismus argentiferens ingår i släktet Agonismus och familjen fransmalar. Inga underarter finns listade i Catalogue of Life.